# Frommer Stop
La Frommer Stop o Frommer Stop M1912 (Frommer Stop Pisztoly) és una pistola dissenyada per Rudolf Frommer l'any 1912 i utilitzada bàsicament durant la Primera Guerra Mundial pel Reial Exèrcit Hongarès. També se'n van vendre a l'exèrcit de l'Imperi Otomà, a Bulgària i a Alemanya. El terme stop, es refereix a la capacitat de l'arma d'aturar l'enemic. La pistola la fabricava l'arsenal de Femaru (Budapest) fins a l'any 1929 i va ser utilitzada per l'exèrcit hongarès i la seva policia fins a l'any 1945. En total se'n van fabricar entre 350.000 i 360.000 unitats.
La Frommer Stop utilitzava munició de calibre 7.65 mm Frommer (.32 ACP) tot i que també podia funcionar amb munició de 7.65x17mm Browning. Alguns models de la pistola es van re-calibrar per poder disparar munició de 9mm.
Per l'època, la Frommer Stop tenia un disseny complex i difícil de mantenir. Tot i això era una arma robusta, resistent i bastant fiable si tenia el manteniment adequat. Tenia un carregador extraïble amb capacitat per a 7 bales. El sistema d'acció era per retrocés complet, per tant, requeria una molla de llarg recorregut que se situava per sobre del canó de l'arma. Sobre del tub que protegia la molla recuperadora hi havia col·locats els elements per apuntar, uns senzills marcadors metàl·lics.
L'arma no tenia cap sistema de seguretat d'aleta o palanca. En comptes d'això, el dissenyador va optar per un sistema de seguretat automàtic a l'empunyadura, situat a la part posterior.